# Solanum anomalostemon
Solanum anomalostemon är en potatisväxtart som beskrevs av Michael Nee och Sandra Diane Knapp. Solanum anomalostemon ingår i släktet skattor som ingår i familjen potatisväxter. Inga underarter finns listade i Catalogue of Life.